# Nizina Naddunajska (Bułgaria)
Nizina Naddunajska (bułg. Дунавска равнина – Dunawska rawnina) – nizina w północnej Bułgarii. 
Nizina Naddunajska leży między południowym brzegiem dolnego odcinka Dunaju a łańcuchem gór Stara Płanina oraz między doliną rzeki Timok na zachodzie a wybrzeżem Morza Czarnego na wschodzie. Powierzchnia Niziny wynosi 31,5 tys. km², rozciągłość równoleżnikowa - około 500 km, rozciągłość południkowa - 20 do 120 km. 
Klimat Niziny Naddunajskiej jest umiarkowany, typowo kontynentalny, ze słabym wpływem Morza Czarnego we wschodniej części. Przeciętna roczna ilość opadów wynosi od 450 do 650 mm. 
Rzeźba Niziny Naddunajskiej jest pagórkowata i urozmaicona. Część Niziny na zachód od doliny Jantry jest niższa i poprzecinana w poprzek dolinami dużych rzek - dopływów Dunaju: Łomu, Ogosty, Iskyru, Witu, Osymu i Jantry. Część wschodnia jest wyższa, poza doliną Dunaju składa się z kilku płaskowyżów o wysokościach do 485 m n.p.m. (Wzgórza Popowskie), 479 m n.p.m. (Wzgórza Razgradzkie), 501 m n.p.m. (Wzgórza Samuiłowskie), 308 m n.p.m. (Płaskowyż Ludogorski) i 378 m n.p.m. (Płaskowyż Dobrudżański). Na południe od tych wzgórz leży szeroka dolina Kamcziji. 
Na Nizinie Naddunajskiej leżą m.in. Widin, Montana, Wraca, Plewen, Łowecz, Weliko Tyrnowo, Ruse, Tyrgowiszte, Razgrad, Szumen, Silistra, Dobricz i Warna. Wzdłuż doliny przebiegają droga i linia kolejowa z Widynia przez Weliko Tyrnowo do Warny. 
Nizina o identycznej nazwie znajduje się również w południowej Słowacji.